# Vol UTair 120
Au matin du 2 avril 2012, un ATR 72 assurant le vol UTair 120, un vol intérieur régulier de passagers reliant Tioumen à Sourgout, en Russie, s'est écrasé peu après son décollage de l'aéroport international Roshchino, tuant 33 des 43 occupants de l'appareil. 
Une enquête menée par le Comité inter-étatique sur l'aviation russe (IAC) a révélé que l'avion n'avait pas été dégivré avant son décollage, alors même qu'il était stationné au sol depuis plusieurs heures dans des conditions hivernales. L'équipage savait que de la glace et de la neige s'étaient accumulées sur les ailes de l'avion, mais a décidé de ne pas le dégivrer.

## Avion

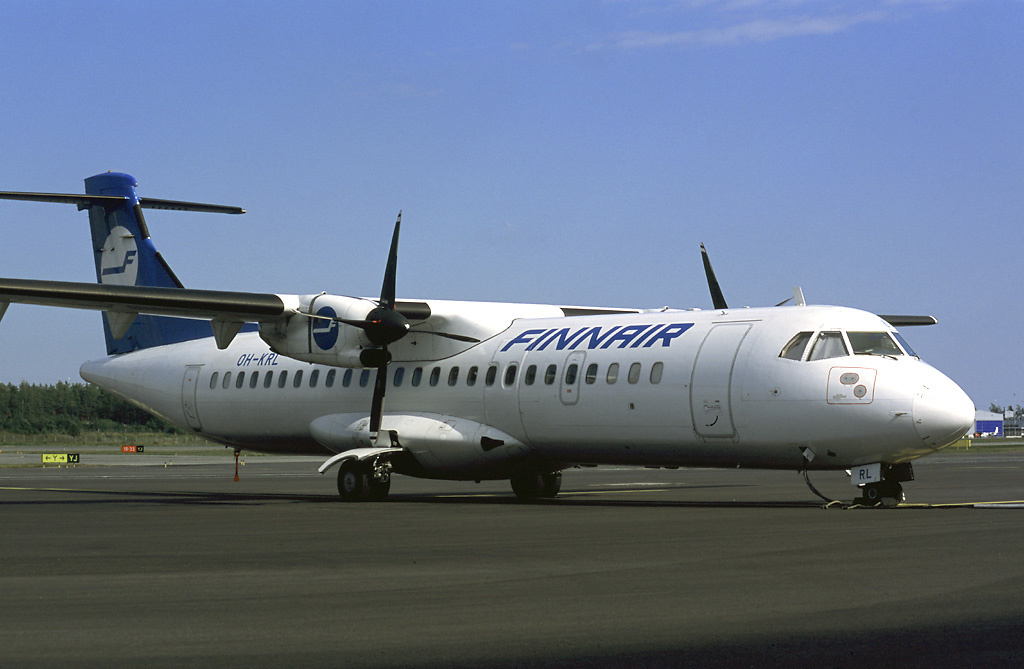
L'appareil impliqué dans l'accident, ici en août 2003, alors qu'il opérait pour Finnair.

L'appareil accidenté est un ATR 72-201 âgé de 20 ans et immatriculé VP-BYZ (numéro de série 332). Il a été construit en 1992 et a vole pour la première fois le 20 octobre de cette année. Cet avion court-courrier était équipé de deux turbopropulseurs, de type Pratt & Whitney PW124B.  
Il est d'abord livré à TransAsia Airways le 16 décembre 1992, et effectue ensuite des vols chez Finnair et Aero Airlines, avant d'entrer en service chez Utair le 23 juillet 2008.

## Passagers et équipage
Ce vol transporte 39 passagers et 5 membres d'équipage. La compagnie aérienne avait vendu 40 billets pour ce vol, mais un des passagers n'est pas arrivé à temps. Nikolay Medvedev, membre du conseil d'administration de Surgutneftegas, fait partie des passagers présents à bord.
Le commandant de bord, Sergey Sergeevich Antsin, a 27 ans. Il a terminé sa formation de pilote à l'école de pilotage civile d'Oulianovsk (en), obtenant son diplôme en 2008, puis a été embauché par Utair la même année en tant que copilote. Il cumule 2 602 heures de vol, dont 2 522 heures sur ATR 72. Il a également piloté sur Yakovlev Yak-18 et sur Antonov An-26.
Le copilote identifié est Nikita Vitalievich Chekhlov, alors âgé de 23 ans. Il a fréquenté l'école de pilotage civile de Krasnokoutsk, en Ukraine, et a obtenu son diplôme en 2008, avant d'être embauché par Utair la même année. Il cumulait un total de 1 825 heures de vol, dont 634 heures sur ATR 72, au moment de l'accident. En 2009, il avait terminé sa formation sur l'ATR 72 au centre de formation Sabenavita, en Lituanie. 

## Déroulement de l'accident
Le 2 avril 2012, à 7 h 33 heure locale (1 h 33 UTC), le vol UTair 120 quitte Tioumen, la plus grande ville et la capitale de l'oblast de Tioumen, à destination de Sourgout, une ville importante du district autonome de Khantys-Mansis, avec 39 passagers et 4 membres d'équipage à bord. Les précipitations sur l'aéroport sont un mélange de neige et d'une pluie fine, et la température est d'environ 0 °C (32 °F). À environ 600 pieds (180 m) d'altitude, le pilote automatique est engagé et les volets sont rentrés.
Presque immédiatement après la rentrée des volets, le copilote exprime sa surprise et le commandant de bord est enregistré en train de demander « Qu'est-ce qu'il se passe ? » L'avion commence à partir en roulis à droite de manière intempestive, tandis que le copilote demande « Qu'est-ce que c'est que ces vibrations ? ». L'équipage désengage immédiatement le pilote automatique. En quelques secondes, l'angle d'inclinaison atteint 40°. L'équipage contrecarre alors le roulis à droite en utilisant les ailerons et la gouverne de direction, mais ne peut pas contrer le roulis à gauche qui suit.
Alors que le vol UTair 120 se déplace de manière erratique, il commence également à perdre rapidement de l'altitude. Des alarmes de décrochage apparaissent de façon intermittentes, l'équipage semble alors de plus en plus confus ; lorsque le commandant de bord demande au copilote de signaler la situation à la tour de contrôle, le copilote répond : « Signaler quoi ? Bon sang ! Quelle est la panne ? », avec un ton suggérant un niveau de stress élevé. 
Avec une inclinaison à gauche de 55° et une assiette à piquer de 11°, le vol UTair 120 s'écrase dans un champ enneigé, à proximité de la piste de décollage, à 7 h 34 heure locale (1 h 34 UTC) et prend feu rapidement après le crash. D'autres sources citent 7 h 33. L'ATR 72 se disloque en plusieurs tronçons sous la violence de l'impact. L'accident se produit à environ 2 km au sud-ouest de l'extrémité de la piste principale, une minute seulement après le décollage, près du village de Gorkovka.

Débris de l'appareil
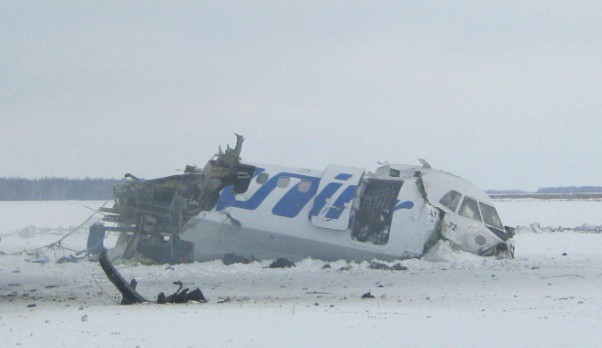
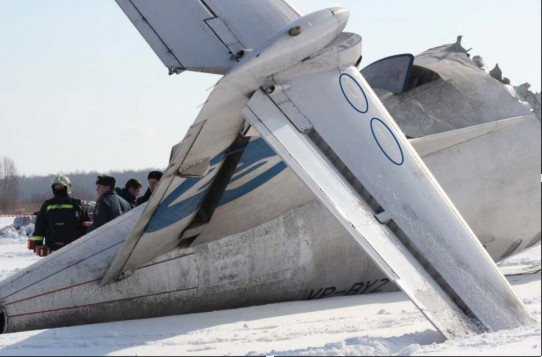

## Bilan

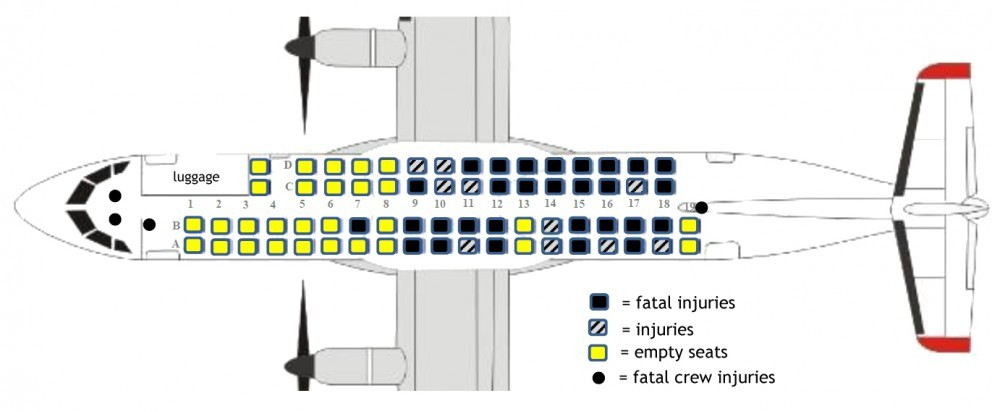
Schéma représentant l'intérieur de l'avion, avec l'emplacement des victimes et des survivants.

Il y avait initialement 31 victimes (les quatre membres d'équipage et 29 des 39 passagers) et 12 survivants parmi les 43 personnes à bord. Les survivants sont transportés à l'hôpital de Tioumen ; un des survivants meurt le 12 avril de ses blessures, puis un deuxième le 19, ce qui porte le bilan à 33 morts et 10 survivants parmi les passagers. Le Comité inter-étatique sur l'aviation russe confirme ce bilan dans le rapport final.

## Enquête et causes de l'accident
Les enquêteurs indiquent qu'ils se concentrent sur la possibilité d'un problème mécanique à bord de l'avion, car un témoin oculaire au sol rapporte avoir vu de la fumée sortir des moteurs au moment de l'accident. L'enregistreur de paramètres a été récupéré en bon état parmi les décombres de l'avion.
Le Comité inter-étatique sur l'aviation russe (IAC) publie son rapport final le 16 juillet 2013. Il détermine que la cause principale de l'accident du vol UTair 120 est le fait que l'avion a décollé sans avoir été dégivré auparavant, bien que l'équipage ait remarqué la présence de givre pendant le roulage. Lors d'un décollage en conditions hivernales, la rétraction des volets des ailes aurait dû se produire à 160 nœuds (300 km/h) ; au lieu de cela, l'équipage les a rentrés à 139 nœuds (257 km/h), ce qui est approximativement la vitesse à laquelle la rétraction des volets se ferait dans des conditions de décollage normales. 
Immédiatement après la rétraction des volets, l'avion a commencé à présenter un comportement inhabituel, bien que l'équipage ait semblé avoir du mal à identifier la nature du problème, le copilote semblant de plus en plus stressé à mesure que la situation empirait. Le stress situationnel a peut-être contribué à l'échec de l'équipage à appliquer les procédures de récupération appropriées. 
Une simulation de vol conclu que l'avion n'était pas suffisamment contaminé par la glace pour être irrécupérable ; si l'équipage avait appliqué une pression suffisante sur le manche vers l'avant, afin de réduire l'angle d'incidence, et déployé les volets à 15° pour augmenter la portance des ailes, il aurait pu récupérer le contrôle de l'avion, après avoir perdu seulement 300 à 400 pieds (91 à 122 m) d'altitude. Cependant, les pilotes semblaient alors préoccupés par l'inclinaison et les fortes vibrations de l'appareil, et tiraient sur le manche durant toute la séquence du vol, ce qui n'a pas permis à l'avion de sortir à temps du décrochage. 
Le rapport final identifie également un certain nombre de facteurs contributifs à l'accident, notamment liés aux nombreuses lacunes de la compagnie aérienne en matière de sécurité et de formation de ses équipages.
En novembre 2015, le mécanicien Andreï Pisarev et le responsable de la maintenance Anatoli Petrotchenko sont condamnés à cinq ans et un mois de prison. Le commandant Sergueï Antsine, qui est décédé dans le crash, est également reconnu coupable de l'accident.